# Champions Youth Cup
De Champions Youth Cup is een jaarlijks voetbaltoernooi in Maleisië. Het toernooi werd voor het eerst gehouden in augustus 2007 en is een onderdeel van het promotieproject Visit Malaysia 2007.
Het toernooi wordt georganiseerd voor de beste jeugdafdelingen van de beste clubs vanuit de hele wereld. Het toernooi is bedoeld voor spelers tot en met 19 jaar. In Nederland komt dat overeen met de A1-junioren en de eerstejaars senioren.
Een van de belangrijkste doelen van het toernooi, is om de sterren van de toekomst nu al kennis met elkaar te maken. Daarnaast moet het de ontwikkeling van het voetbal in Azië een impuls geven.
Aan het toernooi nemen zestien ploegen mee. Twaalf van deze ploegen komen uit Europa, twee uit Zuid-Amerika en twee uit Azië. Eén van deze laatste ploegen is het Maleisisch voetbalfelftal onder 19.
De ploegen worden verdeeld over vier poules van vier ploegen. Elk team zal in zijn poule drie wedstrijden spelen, waarna de eerste twee ploegen zich kwalificeren voor de kwartfinale. De wedstrijden duren twee keer 35 minuten en er is geen verlenging.
Het toernooi zou ook in 2008 georganiseerd worden, maar kon geen doorgang vinden, wegens een conflict tussen de Maleisische voetbalbond en de regering van Maleisië.

## Winnaars
- 2007 Manchester United

## Voetnoot
1. ↑  Internationaal jeugdtoernooi Maleisië van de baan, psv.nl, 2 juli 2008.